# Amibe (mathématiques)

L'amibe de
P(z,w)=w-2z-1.

Pour les articles homonymes, voir Amibe (homonymie).

L'amibe de
P(z, w)=3z^{2}+5zw+w^{3}+1
(on remarque la « vacuole » dans le corps de l'amibe.

L'amibe de
P(z, w) = 1 + z+z^{2}
+ z^{3} + z^{2}w^{3}
+ 10zw + 12z^{2}w
+10z^{2}w^{2}.

L'amibe de
P(z, w)=50 z^{3}
+83 z^{2} w+24 z w^{2}
+w^{3}+392 z^{2}
+414 z w+50 w^{2}
-28 z +59 w-100.

En mathématiques, et plus particulièrement en analyse complexe, une amibe est une figure géométrique associée à un polynôme à plusieurs variables complexes. Les amibes ont des applications en géométrie algébrique, en particulier en géométrie tropicale.

## Définition
Soit la fonction
{\displaystyle \mathrm {Log} :\left({\mathbb {C} }\backslash \{0\}\right)^{n}\to \mathbb {R} ^{n}}
définie sur l'ensemble de tous les n-uplets {\displaystyle z=(z_{1},z_{2},\dots ,z_{n})} de nombres complexes non nuls, et à valeurs dans l'espace euclidien {\displaystyle \mathbb {R} ^{n},} par la formule
{\displaystyle \mathrm {Log} (z_{1},z_{2},\dots ,z_{n})=(\ln |z_{1}|,\ln |z_{2}|,\dots ,\ln |z_{n}|).\,}
(où ln désigne le logarithme naturel). Si p(z) est un polynôme en {\displaystyle n} variables complexes, son amibe {\displaystyle {\mathcal {A}}_{p}} est définie comme l'image de l'ensemble des zéros de p par la fonction Log, c'est-à-dire que :
{\displaystyle {\mathcal {A}}_{p}=\left\{\mathrm {Log} (z)\,:\,z\in \left({\mathbb {C} }\backslash \{0\}\right)^{n},p(z)=0\right\}.\,}
Les amibes furent définies en 1994 dans un livre de Israel Gelfand, A. V. Kapranov, et Andrei Zelevinsky.

## Propriétés
- Toute amibe est un ensemble fermé.
- Toute composante connexe du complémentaire {\displaystyle \mathbb {R} ^{n}\backslash {\mathcal {A}}_{p}} est convexe[2].
- L'aire d'une amibe d'un polynôme à deux variables est finie.
- Les amibes en dimension 2 ont des « tentacules » infiniment longs, se rapprochant exponentiellement vite de droites asymptotes.

## Fonction de Ronkin
La fonction de Ronkin, associée au polynôme p(z=(z1,...,zn)) (en n variables complexes), va de {\displaystyle \mathbb {R} ^{n}} vers {\displaystyle \mathbb {R} }, et est définie par
{\displaystyle N_{p}(x)={\frac {1}{(2\pi i)^{n}}}\int _{\mathrm {Log} ^{-1}(x)}\ln |p(z)|\,{\frac {dz_{1}}{z_{1}}}\wedge {\frac {dz_{2}}{z_{2}}}\wedge \cdots \wedge {\frac {dz_{n}}{z_{n}}},}
où {\displaystyle x} est le vecteur {\displaystyle x=(x_{1},x_{2},\dots ,x_{n})}, ce qui est équivalent à
{\displaystyle N_{p}(x)={\frac {1}{(2\pi )^{n}}}\int _{[0,2\pi ]^{n}}\ln |p(z)|\,d\theta _{1}\,d\theta _{2}\cdots d\theta _{n},}
où {\displaystyle z=\left(e^{x_{1}+i\theta _{1}},e^{x_{2}+i\theta _{2}},\dots ,e^{x_{n}+i\theta _{n}}\right)}.
La fonction de Ronkin est convexe, et affine sur chaque composante connexe du complémentaire de l'amibe de {\displaystyle p(z)}.
Par exemple, la fonction de Ronkin d'un monôme {\displaystyle p(z)=az_{1}^{k_{1}}z_{2}^{k_{2}}\dots z_{n}^{k_{n}}}, avec {\displaystyle a\neq 0}, est
{\displaystyle N_{p}(x)=\log |a|+k_{1}x_{1}+k_{2}x_{2}+\cdots +k_{n}x_{n}.\,}

## Squelette d'une amibe
Si on remplace dans la définition de la fonction Log le logarithme népérien par le logarithme en base b, et qu'on fait tendre b vers l'infini, on démontre que l'amibe se contracte vers l'ensemble des zéros de la fonction associée à p en restant dans Rn et en remplaçant le polynôme par son analogue tropical, pour lequel les sommes de monômes {\displaystyle ax^{m}y^{n}} sont remplacées par le maximum d'expressions de la forme {\displaystyle b+mx+ny} (ces expressions sont les fonctions de Ronkin des monômes du polynôme). Il en résulte que cet ensemble, appelé squelette de l'amibe, est formé de portions de droites.